# Godarville
Godarville is een dorp in de Belgische provincie Henegouwen, en een deelgemeente van de Waalse gemeente Chapelle-lez-Herlaimont.
Godarville werd een zelfstandige gemeente in 1866, toen het afgesplitst werd van Gouy-lez-Piéton, en bleef dit tot  de gemeentelijke herindeling van 1977 toen het deel werd van de gemeente Chapelle-lez-Herlaimont.

## Bezienswaardigheden
- De Sint-Godarduskerk (Église Saint-Godard) is een neoclassicistisch kerkgebouw van 1844.
- Op het oude Kanaal Charleroi-Brussel werd in 1885 de Tunnel van Godarville gebouwd, ter vervanging van de dichtbijgelegen Tunnel van La Bête Refaite die slechts geschikt was voor schepen tot 70 ton.

## Natuur en landschap
Godarville ligt aan het Kanaal Charleroi-Brussel. De Piéton komt hierin uit. Bij de monding ligt het natuurreservaat Claire Fontaine met daarop aansluitend het Lac de Godarville, een meertje. De hoogte aan de kerk bedraagt 139 meter.

## Economie
Een belangrijk bedrijf was Les ateliers de Godarville, waar spoorwegmateriaal zoals rijtuigen werd vervaardigd. Het in 1903 opgerichte bedrijf stopte de productie in 1955-1956 na enkele fusies. Daarnaast kende Godarville uiteenlopende industrieën maar de meeste daarvan hebben de jaren '80 van de 20e eeuw niet overleefd.

## Demografische ontwikkeling
- Bronnen:NIS, Opm:1831 tot en met 1970=volkstellingen, 1976= inwoneraantal op 31 december

## Nabijgelegen kernen
Gouy-lez-Piéton, Chapelle-lez-Herlaimont, Bellecourt, Manage, Seneffe